# Volley Masters Montreux 2018
Montreux Volley Masters – 33. edycja towarzyskiego turnieju siatkarskiego, który będzie trwał od 4 września do 9 września. W turnieju weźmie  udział 8 reprezentacji:
- Brazylia
- Chiny
- Kamerun
- Polska
- Rosja
- Szwajcaria
- Turcja
- Włochy

## Faza grupowa

### Grupa A
Tabela
| Lp. | Drużyna    | Mecze | Mecze   | Mecze   | Pkt | Sety | Sety | Sety  | Małe punkty | Małe punkty | Małe punkty |
| Lp. | Drużyna    | M     | W (3:2) | P (2:3) | Pkt | wyg. | prz. | ratio | zdob.       | str.        | ratio       |
| --- | ---------- | ----- | ------- | ------- | --- | ---- | ---- | ----- | ----------- | ----------- | ----------- |
| 1   | Turcja     | 3     | 3 (0)   | 0 (0)   | 9   | 9    | 1    | 9.000 | 249         | 206         | 1.209       |
| 2   | Włochy     | 3     | 2 (0)   | 1 (0)   | 6   | 6    | 3    | 2.000 | 213         | 177         | 1.203       |
| 3   | Chiny      | 3     | 1 (0)   | 2 (0)   | 3   | 4    | 7    | 0.571 | 206         | 218         | 0.945       |
| 4   | Szwajcaria | 3     | 0 (0)   | 3 (0)   | 0   | 0    | 9    | 0.000 | 158         | 225         | 0.702       |

Źródło: volleymasters.ch
Punktacja: 3:0 i 3:1 – 3 pkt; 3:2 – 2 pkt; 2:3 – 1 pkt; 1:3 i 0:3 – 0 pkt
Zasady ustalania kolejności: 1. liczba zwycięstw; 2. liczba punktów; 3. stosunek setów; 4. stosunek małych punktów; 5. bilans w bezpośrednich meczach
     awans do półfinałów
     mecze o miejsca 5-8
Wyniki
| Data  | Godz. | Drużyna 1  | Wynik | Drużyna 2  | 1     | 2     | 3     | 4     | 5 | Widzów | * |
| ----- | ----- | ---------- | ----- | ---------- | ----- | ----- | ----- | ----- | - | ------ | - |
| 04.09 | 16:30 | Chiny      | 3:0   | Szwajcaria | 25:21 | 25:14 | 25:10 |       |   | 520    |   |
| 04.09 | 21:15 | Włochy     | 0:3   | Turcja     | 18:25 | 24:26 | 21:25 |       |   | 720    |   |
| 05.09 | 18:45 | Chiny      | 0:3   | Włochy     | 20:25 | 13:25 | 13:25 |       |   | 1020   |   |
| 06.09 | 16:30 | Włochy     | 3:0   | Szwajcaria | 25:15 | 25:18 | 25:22 |       |   | 670    |   |
| 06.09 | 18:45 | Chiny      | 1:3   | Turcja     | 19:25 | 18:25 | 25:23 | 23:25 |   | 870    |   |
| 07.09 | 16:30 | Szwajcaria | 0:3   | Turcja     | 21:25 | 15:25 | 22:25 |       |   | 590    |   |

### Grupa B
Tabela
| Lp. | Drużyna  | Mecze | Mecze   | Mecze   | Pkt | Sety | Sety | Sety  | Małe punkty | Małe punkty | Małe punkty |
| Lp. | Drużyna  | M     | W (3:2) | P (2:3) | Pkt | wyg. | prz. | ratio | zdob.       | str.        | ratio       |
| --- | -------- | ----- | ------- | ------- | --- | ---- | ---- | ----- | ----------- | ----------- | ----------- |
| 1   | Brazylia | 3     | 2 (0)   | 1 (1)   | 7   | 8    | 4    | 2.000 | 278         | 238         | 1.168       |
| 2   | Rosja    | 3     | 2 (0)   | 1 (0)   | 6   | 7    | 3    | 2.333 | 243         | 203         | 1.197       |
| 3   | Polska   | 3     | 2 (1)   | 1 (0)   | 5   | 6    | 5    | 1.200 | 242         | 244         | 0.992       |
| 4   | Kamerun  | 3     | 0 (0)   | 3 (0)   | 0   | 0    | 9    | 0.000 | 147         | 225         | 0.653       |

Źródło: volleymasters.ch
Punktacja: 3:0 i 3:1 – 3 pkt; 3:2 – 2 pkt; 2:3 – 1 pkt; 1:3 i 0:3 – 0 pkt
Zasady ustalania kolejności: 1. liczba zwycięstw; 2. liczba punktów; 3. stosunek setów; 4. stosunek małych punktów; 5. bilans w bezpośrednich meczach
     awans do półfinałów
     mecze o miejsca 5-8
Wyniki
| Data  | Godz. | Drużyna 1 | Wynik | Drużyna 2 | 1     | 2     | 3     | 4     | 5     | Widzów | * |
| ----- | ----- | --------- | ----- | --------- | ----- | ----- | ----- | ----- | ----- | ------ | - |
| 04.09 | 18:45 | Brazylia  | 3:1   | Rosja     | 24:26 | 25:21 | 25:21 | 25:23 |       | 930    |   |
| 05.09 | 16:30 | Kamerun   | 0:3   | Rosja     | 15:25 | 17:25 | 13:25 |       |       | 715    |   |
| 05.09 | 21:15 | Brazylia  | 2:3   | Polska    | 20:25 | 25:21 | 25:22 | 22:25 | 12:15 | 840    |   |
| 06.09 | 21:15 | Kamerun   | 0:3   | Polska    | 19:25 | 22:25 | 22:25 |       |       | 520    |   |
| 07.09 | 18:45 | Rosja     | 3:0   | Polska    | 25:16 | 27:25 | 25:18 |       |       | 1380   |   |
| 07.09 | 21:45 | Brazylia  | 3:0   | Kamerun   | 25:11 | 25:15 | 25:13 |       |       | 1140   |   |

## Faza play-off

### Mecz o 5 miejsce
| Data  | Godz. | Drużyna 1 | Wynik | Drużyna 2 | 1     | 2     | 3     | 4     | 5 | Widzów | * |
| ----- | ----- | --------- | ----- | --------- | ----- | ----- | ----- | ----- | - | ------ | - |
| 08.09 | 13:00 | Chiny     | 3:1   | Polska    | 25:23 | 28:26 | 21:25 | 25:23 |   | 880    |   |

### Mecz o 7 miejsce
| Data  | Godz. | Drużyna 1 | Wynik | Drużyna 2  | 1     | 2     | 3     | 4     | 5    | Widzów | * |
| ----- | ----- | --------- | ----- | ---------- | ----- | ----- | ----- | ----- | ---- | ------ | - |
| 08.09 | 15:30 | Kamerun   | 3:2   | Szwajcaria | 18:25 | 25:20 | 11:25 | 28:26 | 15:1 | 1200   |   |

### Półfinały
| Data  | Godz. | Drużyna 1 | Wynik | Drużyna 2 | 1     | 2     | 3     | 4     | 5     | Widzów | * |
| ----- | ----- | --------- | ----- | --------- | ----- | ----- | ----- | ----- | ----- | ------ | - |
| 08.09 | 18:30 | Brazylia  | 2:3   | Włochy    | 25:19 | 18:25 | 25:22 | 17:25 | 12:15 | 1540   |   |
| 08.09 | 21:00 | Turcja    | 1:3   | Rosja     | 17:25 | 25:20 | 15:25 | 21:25 |       | 1190   |   |

### Mecz o 3 miejsce
| Data  | Godz. | Drużyna 1 | Wynik | Drużyna 2 | 1     | 2     | 3     | 4     | 5     | Widzów | * |
| ----- | ----- | --------- | ----- | --------- | ----- | ----- | ----- | ----- | ----- | ------ | - |
| 09.09 | 13:30 | Brazylia  | 2:3   | Turcja    | 16:25 | 18:25 | 25:23 | 25:20 | 13:15 | 1250   |   |

### Finał
| Data  | Godz. | Drużyna 1 | Wynik | Drużyna 2 | 1     | 2     | 3     | 4 | 5 | Widzów | * |
| ----- | ----- | --------- | ----- | --------- | ----- | ----- | ----- | - | - | ------ | - |
| 09.09 | 16:00 | Włochy    | 3:0   | Rosja     | 25:21 | 30:28 | 26:24 |   |   | 1800   |   |

## Klasyfikacja końcowa
| Miejsce | Reprezentacja |
| ------- | ------------- |
| 1.      | Włochy        |
| 2.      | Rosja         |
| 3.      | Turcja        |
| 4.      | Brazylia      |
| 5.      | Chiny         |
| 6.      | Polska        |
| 7.      | Kamerun       |
| 8.      | Szwajcaria    |

## Nagrody indywidualne
Najlepsze zawodniczki na poszczególnych pozycjach w swojej reprezentacji:
- MVP:  Paola Egonu
- Najlepsza atakująca:  Natalja Gonczarowa
- Najlepsze środkowe:  Agnieszka Kąkolewska,  Stéphanie Fotso Mogoung
- Najlepsza rozgrywająca:  Cansu Özbay
- Najlepsze przyjmujące:  Gabriela Braga Guimarães,  Lucia Bosetti
- Najlepsza libero:  Thays Deprati,  Lin Li